# Tirino
Il Tirino è un fiume dell'Abruzzo, affluente di sinistra dell'Aterno-Pescara. 
Originato da un lungo corso sotterraneo che culmina in tre sorgenti, attraversa i territori di Capestrano e Bussi sul Tirino, a cavallo tra le province dell'Aquila e di Pescara. Si distingue per la pulizia e limpidezza delle sue acque, in buona parte navigabili.

## Origini del nome
Il toponimo Tirino deriva dal termine d'origine greca Tritano («triplice sorgente»); la valle del Tirino è infatti anche detta valle Tritana.

## Descrizione
Il Tirino nasce dal sistema acquifero di Campo Imperatore, nel massiccio del Gran Sasso d'Italia, avendo origine dai piccoli bacini lacustri dell'altopiano (tra cui il lago di Pietranzoni) che, tramite inghiottitoi e gallerie di natura carsica, scendono a valle. Il corso sotterraneo, di lunghezza pari a circa 25 km, fuoriesce in superficie in tre differenti punti — tutti ricadenti nel territorio del comune di Capestrano — che costituiscono le sorgenti del Tirino:
- Capodacqua o Capo d'Acqua (373 m s.l.m.), alle pendici del monte Scarafano e sopra l'omonimo lago,[2] la principale e la più alta delle sorgenti;[4]
- il lago di Capestrano (337 m s.l.m.) a nord di Capestrano;[4]
- Presciano (329 m s.l.m.) a est di Capestrano.[4]

Grazie alla natura delle sue sorgenti, il Tirino mantiene una temperatura costante durante tutto l'anno di circa 11 °C.
Da Capodacqua si origina il ramo di sinistra del fiume che sfocia nel lago di Capodacqua per poi continuare il suo corso in direzione sud. Dal lago di Capestrano, invece, si origina il ramo di destra che procede in direzione sud-est, unendosi al breve ramo originato dalla sorgente di Presciano. I due rami si riuniscono nel punto denominato "Ranocchiara".
Il fiume prosegue il suo corso in direzione sud, lambendo campi coltivati che prendono il nome di «Canapine». Dopo alcuni chilometri entra nella provincia di Pescara, attraversando l'abitato di Bussi sul Tirino e sfociando infine nel Aterno-Pescara nell'omonima valle, all'imbocco delle gole di Popoli.